# Cudowny wizerunek

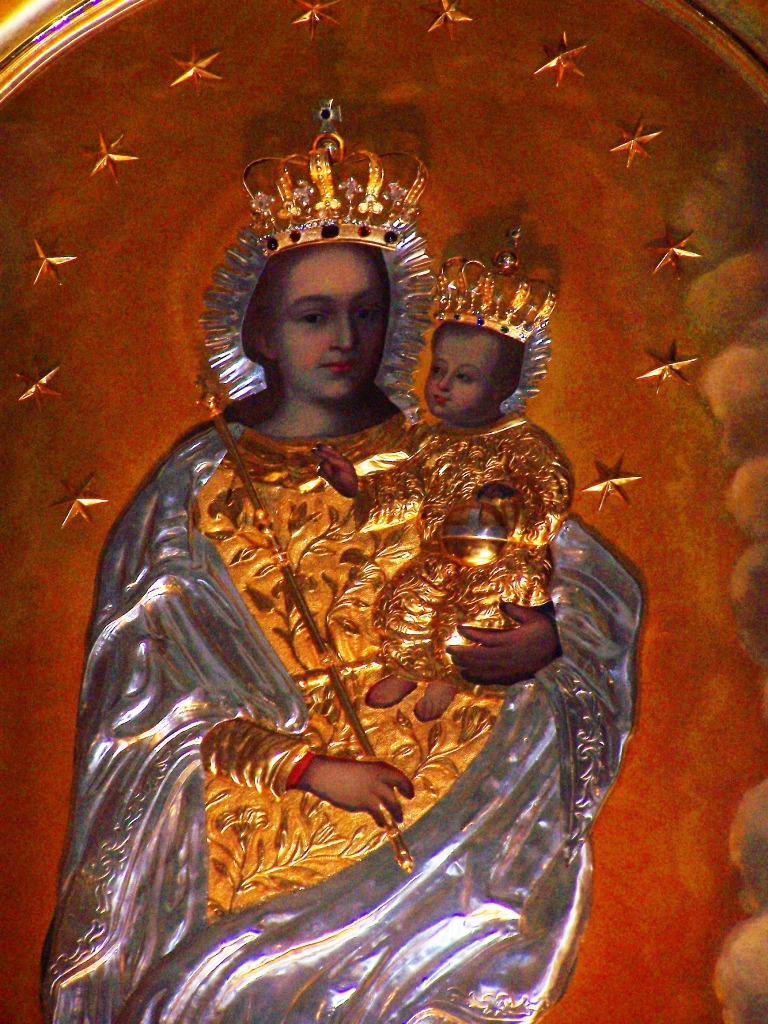
Cudowny Obraz Matki Bożej Pocieszenia w kościele OO. Bernardynów w Przeworsku

Cudowny wizerunek – w katolicyzmie i prawosławiu termin ten używany przez wiernych, określa obraz bądź figurę Chrystusa lub świętych, otoczone czcią, przy których wierni mają otrzymywać nadzwyczajne łaski, czy przy których dzieją się rzekomo niewytłumaczalne zjawiska (np. łzy na figurze, objawienia). Termin ten odnosi się również do portretów na relikwiach (np. Odcisk na Całunie Turyńskim czy na Chuście z Manoppello).
Władze kościelne po odpowiedniej procedurze ogłaszają wizerunki (niebędące relikwiami) łaskami słynącymi bądź cudownymi (w zależności od nasilenia kultu). Wiąże się to z licznymi prośbami wiernych, wzrastającym ruchem pielgrzymkowym do sanktuariów, gdzie czczone są wizerunki, lub koronacjami tychże.
Kult obrazów i relikwii odrzucany jest przez wszystkie Kościoły protestanckie, w których uznawany jest za bałwochwalstwo, w myśl zasady soli Deo gloria. Podobny pogląd do protestantów wyrażają restoracjoniści.
Również niektóre Kościoły katolickie odrzucają „cudowne wizerunki” i wiarę w cuda z nimi związane, zachowują jednak ogromny szacunek jaki im się należy. Większość Kościołów starokatolickich, anglokatolickich i liberalnokatolickich odrzuca kult obrazów, jako sprzeczny z Dekalogiem.